# Moraea aristata
Moraea aristata là một loài thực vật có hoa trong họ Diên vĩ. Loài này được (D.Delaroche) Asch. & Graebn. miêu tả khoa học đầu tiên năm 1906.